# Hypnelus
Hypnelus är ett släkte i familjen trögfåglar inom ordningen jakamar- och trögfåglar. Släktet omfattar två arter som förekommer i Sydamerika i norra Colombia och Venezuela:
- Roststrupig trögfågel (H. ruficollis)
- Tvåbandad trögfågel (H. bicinctus)